# Beretta U22 Neos
La Beretta U22 Neos è pistola semi-automatica prodotta dalla filiale statunitense della Beretta negli Stati Uniti dal 2002. Dotata di munizioni calibro .22LR ed utilizzata prevalentemente per uso sportivo o agonistico.
La pistola è dotata di un sistema per intercambiare le canne, che hanno tre livelli di lunghezza da 4,5", 6" o 7,5". Ogni canna incorpora nella parte superiore una slitta del tipo Weaver, per poter inserire mirini ottici o altri accessori. Oltre che agli Stati Uniti e al Canada, l'U22 Neos è venduta  in Australia, Francia e altri paesi europei.